# Lista siturilor arheologice din județul Maramureș - H
Lista siturilor arheologice din județul Maramureș - H conține toate siturile arheologice din județul Maramureș înscrise în Repertoriul Arheologic Național (RAN) și aflate în localități al căror nume începe cu litera H. RAN este administrat de Ministerul Culturii și Patrimoniului Național și cuprinde date științifice, cartografice, topografice, imagini și planuri, precum și orice alte informații privitoare la zonele cu potențial arheologic, studiate sau nu, încă existente sau dispărute.
Puteți căuta un sit din localitățile care încep cu litera H folosind formularul de mai jos sau puteți naviga prin toate siturile din județ la Lista siturilor arheologice din județul Maramureș.
| Cod RAN      | Denumire                                                                                               | Localitate                         | Adresă        | Datare | Descoperit | Coordonate | Imagine           | Erori            |
| ------------ | --- | ---------------------------------- | ------------- | ------ | ---------- | ---------- | ----------------- | ---------------- |
| 107699.01.01 | Minele de la Handalu Ilbei / ansamblu anonim (Categorie: exploatare/carieră) (Tip: Mine)               | sat Handalu Ilbei, comuna Cicârlău |               |        |            |            | Încărcați imagine | Raportați eroare |
| 108767.01.01 | Așezarea medievală de la Hideaga - Capul Labului / ansamblu anonim (Categorie: locuire) (Tip: Așezare) | sat Hideaga, comuna Satulung       | Capul Labului |        |            |            | Încărcați imagine | Raportați eroare |